# Elecciones parlamentarias de Israel de 1961
Las elecciones para el quinto Knesset se llevaron a cabo en Israel el 15 de agosto de 1961. La participación electoral fue del 81,6%.
La quinta Knesset comenzó con el partido Mapai de David Ben-Gurion formando el décimo gobierno el 2 de noviembre de 1961. Su coalición incluía el Partido Nacional Religioso, Ajdut HaAvodá - Poalei Tzion, Trabajadores Agudat Israel y los partidos árabes, y tenía 13 ministros. Kadish Luz de Mapai fue nombrada Portavoz de la Knesset. El gobierno colapsó cuando Ben-Gurion renunció el 16 de junio de 1963 por razones personales, pero en realidad estaba molesto por la falta de apoyo de sus colegas. Más tarde se separó de Mapai con varios colegas para formar Rafi.
Levi Eshkol tomó el Mapai y formó el undécimo gobierno el 26 de junio de 1963 con los mismos socios de la coalición que antes, pero un ministro más. El gobierno renunció el 10 de diciembre de 1964 cuando Ben-Gurion exigió que los miembros de la Corte Suprema investigaran el caso Lavon.
Eshkol formó el duodécimo gobierno una semana después, el 22 de diciembre de 1964, con los mismos socios y ministros de la coalición que anteriormente.
El quinto Knesset fue notable por la unión de los dos principales partidos de derecha (Herut y el Partido Liberal) para formar un bloque electoral (Gahal) capaz de amenazar la hegemonía de Mapai en la política israelí. Gahal, que para entonces se había convertido en Likud, finalmente superó a Mapai (que se había fusionado dentro del Alineamiento) en las elecciones de 1977.
Ocho MK se separaron de Mapai para establecer a Rafi. Herut y el Partido Liberal se fusionaron para formar Gahal. Siete miembros del Partido Liberal descontentos con la decisión (en su mayoría exmiembros del Partido Progresista) se separaron para formar los Liberales Independientes. Dos MK se separaron de Maki para establecer Rakah.

## Resultados
|  | 34.7 % |

|  | 13.8 % |

|  | 13.6 % |

|  | 9.8 % |

|  | 7.5 % |

|  | 6.6 % |

|  | 4.2 % |

|  | 3.7 % |

|  | 1.9 % |

|  | 1.9 % |

|  | 1.6 % |

|  | 0.4 % |

|  | 0.3 % |

|  | 0.0 % |

|  | 97.1 % |

|  | 2.9 % |

|  | 100.00 % |

|  | 81.6 % |

1: Ambos partidos se presentaron en la elección pasada como Frente Religioso de la Torah.